# レシ・クルバス芸術博物館
レシ・クルバス芸術博物館（ウクライナ語: Мистецький музей Леся Курбаса）は、ウクライナのリヴィウ州サンビルにある公立の博物館で、レシ・クルバスの生涯と業績を記念する施設である。リヴィウ国立アンドリー・シェプティツキー博物館の分館として運営されている。

## 歴史

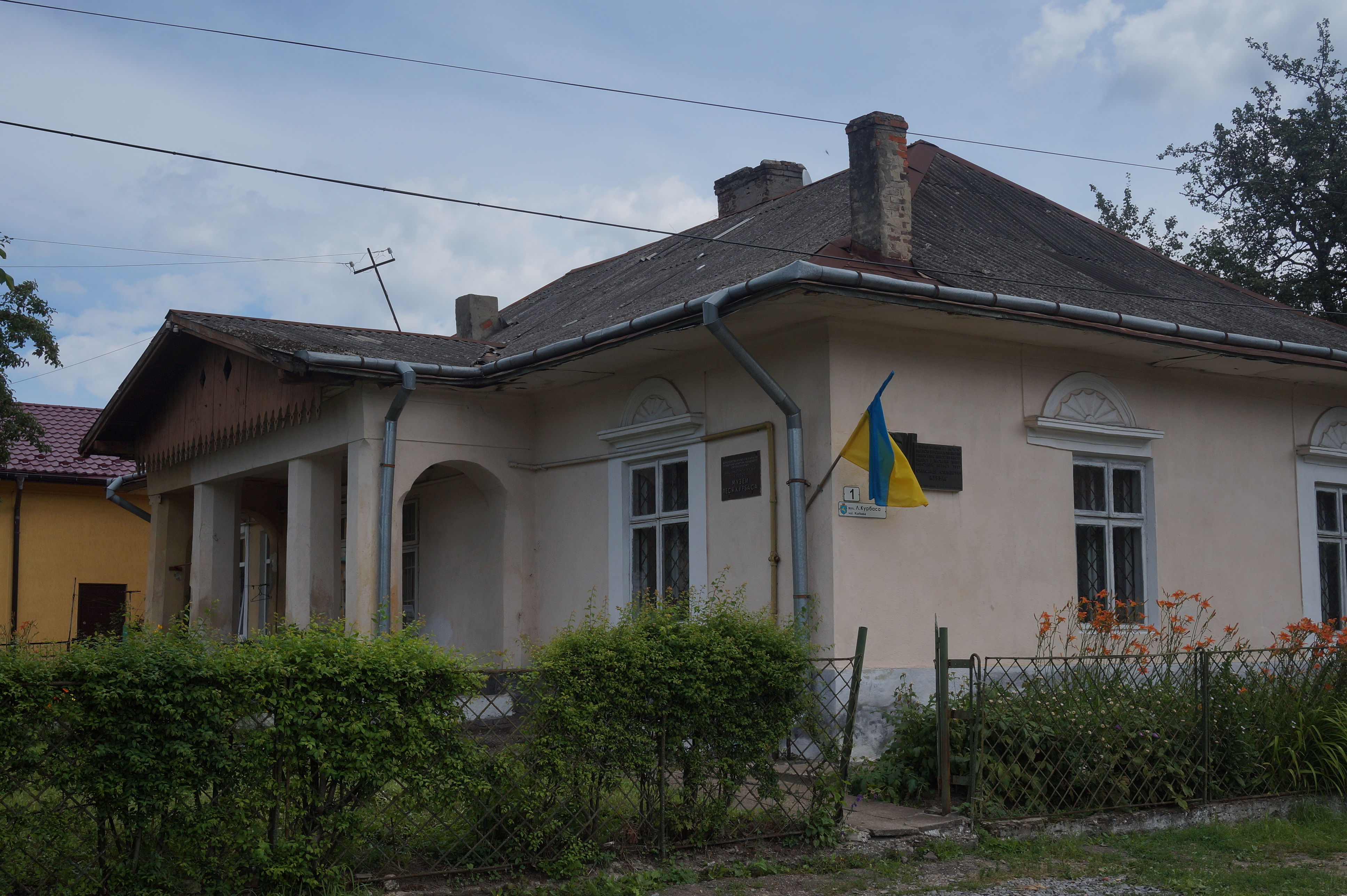
レシ・クルバスが生まれた家（現・博物館）

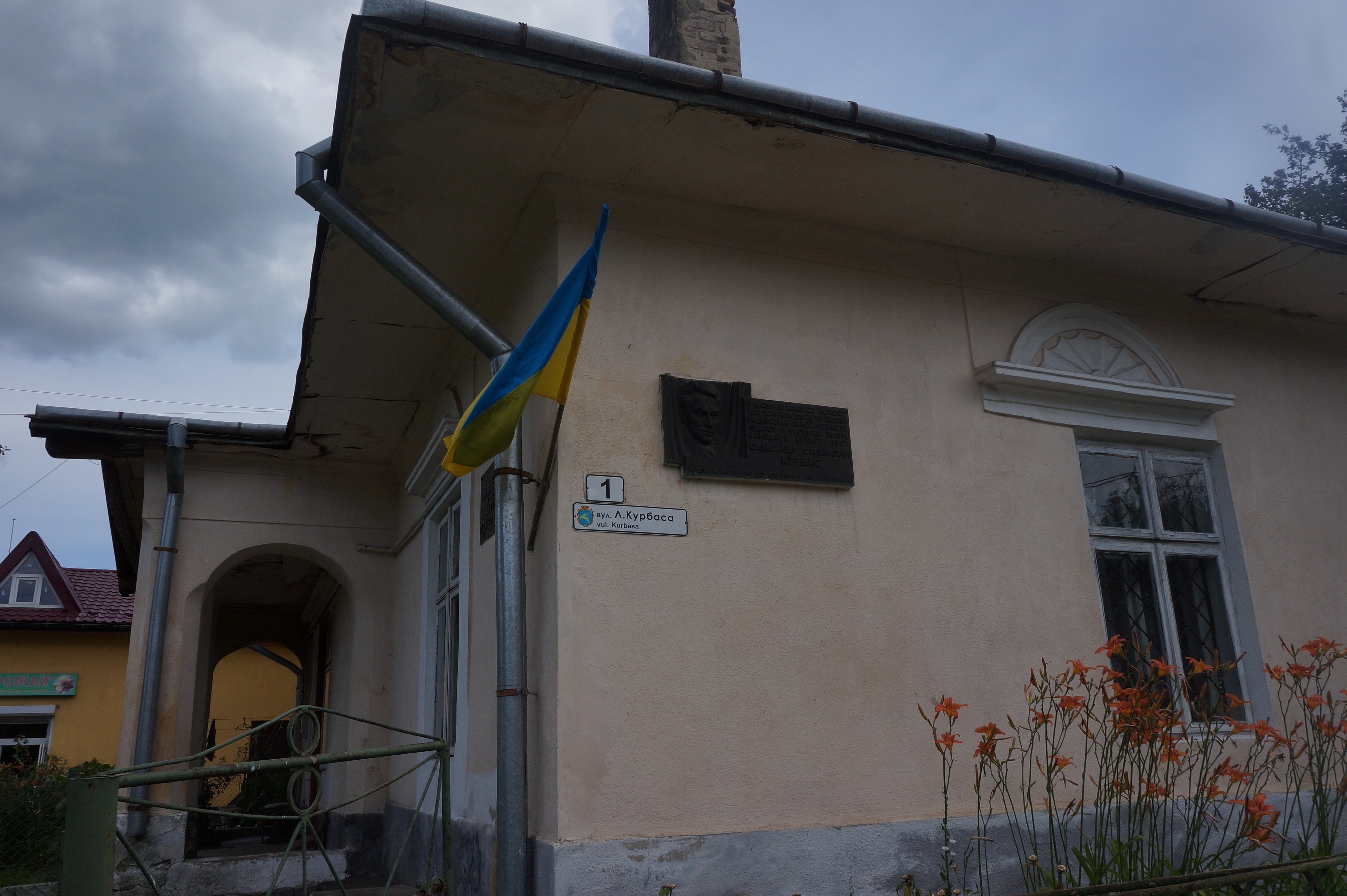
エマヌイル・ミシコ作の記念レリーフ

レシ・クルバス芸術博物館は、1991年にリヴィウ州議会の決定により、リヴィウ国立アンドリー・シェプティツキー博物館の分館として設立された。博物館は、レシ・クルバスが生まれた1887年建造の家（サンビル、レシ・クルバス通り1番地）に設置され、1993年2月25日に開館した。この建物は地元の文化財に指定されており、2001年12月27日のウクライナ閣僚会議の決定により、ウクライナの国家重要文化財に登録された。
2010年の再編を経て、博物館は現在の名称「レシ・クルバス芸術博物館」に改称された。2017年には施設の改修工事が行われた。

## 展示
博物館は3つの展示室で構成されており、レシ・クルバスの演劇活動を中心に紹介している。展示内容は、クルバスが関わった劇団「テルノーピリ劇場の夜」、「青年劇場」、「ベレズィーリ」での業績に焦点を当て、写真、ポスター、舞台デザインの資料などを展示している。

## 収蔵品
博物館の収蔵品は6,634点にのぼる。主な収蔵品には以下が含まれる：
- レシ・クルバスの写真、絵葉書、1933年・1946年・1955年の公演ポスター
- エウヘン・ベズニスコとステパン・ムリャシュによるクルバスのグラフィック肖像画
- ヤロスラウ・マツェリュフ作「コブザールを持つレシ・クルバス」（絵画）
- ミコラ・ポシキラ作のクルバス胸像（1987年）
- エマヌイル・ミシコ作の記念レリーフ（1987年、博物館外壁に設置）
- ミハイロ・ヤレムキウ、M.ファティチ、O.ビハノフスキー、V.ソロキン、レシア・フリンツコ、H.プロコポヴィチ、T.ネニュク、H.カチュマリクらによる美術作品

## 活動
レシ・クルバス芸術博物館は、地域の学校や教育機関での講演、巡回展の開催、研究活動、収蔵品の管理などを行っている。また、クルバスの誕生日（2月25日）を記念するイベントや、演劇文化に関するワークショップを定期的に実施している。